# Nike Bent
Nike Bent, née le 1er décembre 1981, est une skieuse alpine suédoise.
Le 14 janvier 2006, elle monte sur son premier et unique podium en Coupe du monde en terminant deuxième de la descente de Bad Kleinkirchheim derrière Janica Kostelic.

## Palmarès

### Jeux olympiques d'hiver
| Épreuve / Édition | Turin 2006 |
| Descente          | 22e        |
| Super G           | 21e        |
| Combiné           | 14e        |

### Championnats du monde
| Épreuve / Édition | Åre 2007 |
| Descente          | 6e       |
| Super G           | Abandon  |
| Combiné           | 8e       |

### Coupe du monde
- Meilleur classement général : 33e en 2006.
- 1 podium.